# Nekrolog 1. Quartal 1944
2
Nekrolog
◄◄
| ◄
| 1940
| 1941
| 1942
| 1943
| 1944 | 1945 | 1946 | 1947 | 1948 | ► | ►►
1. Quartal |
2. Quartal |
3. Quartal |
4. Quartal 1944
Weitere Ereignisse | Allgemeiner Nekrolog 1944
Die Beschreibung der verstorbenen Person sollte so kurz wie möglich gehalten sein und nur deren signifikante Tätigkeit(en) enthalten.
Neue Namen ggf. auch unter dem Geburts- und Sterbedatum, also etwa unter 1. Januar und im Geburts- und Sterbejahr (2024) eintragen (nur bei entsprechender großer Wichtigkeit). Für Beispiele siehe die schon vorhandenen Artikel.
Außerdem über die fünf zuletzt Verstorbenen, zu denen es einen ausreichend guten Artikel für eine Präsentation auf der Hauptseite gibt, nach der todesbedingten Überarbeitung der Artikel ggf. auch unter Wikipedia Diskussion:Hauptseite informieren und sie am besten auch in den anderen Wikipedia-Sprachversionen eintragen. Tipp: Regelmäßig bei news.google.de nach „ist tot“, „gestorben“ oder „verstorben“ suchen.
Wenn eine Person gestorben ist, gibt es viele Seiten zu dieser Person in der Wikipedia, die davon auch betroffen sind und entsprechend aktualisiert werden müssen. Beispiele: Namenübersichtsseite, Geburtsjahr, Geburtsort-Seiten und viele mehr.
Wie finde ich die betroffenen Seiten?
Im Suchfeld auf der linken Seite gibt man den Suchbegriff so ein: „Vorname Nachname“. Dann klickt man auf Volltext und alle Seiten mit entsprechendem Suchtext werden aufgerufen. Hier sieht man dann schnell, wo auch das Todesjahr Sinn macht oder sogar ein Teil des Artikels angepasst werden muss. Auch hilft das „Werkzeug“ auf der linken Seite sehr gut, um solche Seiten aufzufinden: „Links auf diese Seite“. Somit ist die Wikipedia wieder aktuell in allen Bereichen! Hinweis: bei Eintragung der Kategorie „Gestorben JAHR“ wird der Missbrauchsfilter 49 ausgelöst, was jedoch nicht schlimm ist. Siehe: Spezial:Missbrauchsfilter/49
Dies ist eine Liste von im ersten Quartal 1944 verstorbenen bekannten Persönlichkeiten. Die Einträge erfolgen innerhalb der einzelnen Daten alphabetisch sortiert. Tiere sind im Nekrolog für Tiere zu finden.

## Januar
| Tag        | Name                                    | Beruf, bekannt als | Alter | Beleg |
| ---------- | --------------------------------------- | --- | ----- | ----- |
| 1. Januar  | Fritz Conrad                            | deutscher Marineoffizier, zuletzt Konteradmiral im Zweiten Weltkrieg                                                    | 60    |       |
| 1. Januar  | Erich Köhn                              | deutscher Widerstandskämpfer                                                                                            | 47    |       |
| 1. Januar  | Edwin Lutyens                           | britischer Architekt | 74    |       |
| 1. Januar  | Gustav Walker                           | österreichischer Rechtswissenschaftler                                                                                  | 75    |       |
| 2. Januar  | Hugh John Llewellyn Beadnell            | britischer Ägyptologe und Kartograf                                                                                     | 69    |       |
| 2. Januar  | Jenny Gusyk                             | türkische Person; erste Studentin und Ausländerin an der Universität zu Köln                                            | 46    |       |
| 2. Januar  | Julius Voos                             | deutscher Rabbiner und Opfer des Nationalsozialismus                                                                    | 39    |       |
| 3. Januar  | Joseph Hammels                          | deutscher katholischer Geistlicher, Weihbischof in Köln                                                                 | 75    |       |
| 3. Januar  | Elizabeth McCracken                     | englisch-britische Autorin, Suffragette, Frauenrechtsaktivistin und Sozialarbeiterin                                    |       |       |
| 3. Januar  | René Olry                               | französischer General                                                                                                   | 63    |       |
| 3. Januar  | Franz Reichleitner                      | österreichischer Kriminalpolizist, SS-Führer und Täter des Holocaust                                                    | 37    |       |
| 3. Januar  | Karl Schloß                             | deutscher Unternehmer und Schriftsteller                                                                                | 67    |       |
| 4. Januar  | Helene Heymann                          | deutsche KPD-nahe Widerstandskämpferin im Nationalsozialismus                                                           | 33    |       |
| 4. Januar  | Charles Jarrott                         | britischer Rennfahrer                                                                                                   | 66    |       |
| 4. Januar  | James Melvill van Carnbée               | niederländischer Fechter                                                                                                | 76    |       |
| 4. Januar  | Kaj Munk                                | dänischer Pastor, Poet, Gegner Hitlers und Märtyrer                                                                     | 45    |       |
| 5. Januar  | Theodor Abbetmeyer                      | deutscher Lehrer, Schuldirektor, Journalist, nationalistischer Kulturpolitiker in Hannover                              | 74    |       |
| 5. Januar  | Walter Bohne                            | deutscher Kommunist und Widerstandskämpfer gegen den Nationalsozialismus                                                | 40    |       |
| 5. Januar  | Hans Arno Charbonnier                   | Oberbürgermeister der Stadt Legnica/Liegnitz                                                                            | 65    |       |
| 5. Januar  | Adolph Goldschmidt                      | deutscher Kunsthistoriker                                                                                               | 80    |       |
| 5. Januar  | Eugen Herz                              | österreichischer Industrieller                                                                                          | 68    |       |
| 5. Januar  | August Junker                           | deutscher Musiker | 75    |       |
| 5. Januar  | Friedrich Lackner                       | österreichischer Politiker (GdP), Abgeordneter zum Nationalrat                                                          | 67    |       |
| 6. Januar  | Fritz Behn                              | deutscher Kommunist und Widerstandskämpfer                                                                              | 39    |       |
| 6. Januar  | Henri Buisson                           | französischer Physiker                                                                                                  | 70    |       |
| 6. Januar  | Christian Bærentsen                     | Gouverneur der Färöer                                                                                                   | 81    |       |
| 6. Januar  | Hans Hyan                               | deutscher Kabarettist, Gerichtsreporter und Schriftsteller                                                              | 75    |       |
| 6. Januar  | Leo Peukert                             | deutscher Theater- und Filmschauspieler, Regisseur                                                                      | 58    |       |
| 6. Januar  | Jacques Rosenbaum                       | estnischer Architekt | 65    |       |
| 6. Januar  | Ida Tarbell                             | US-amerikanische Schriftstellerin und Journalistin                                                                      | 86    |       |
| 6. Januar  | Nikolaus Thielen                        | deutscher Politiker (KPD), MdR                                                                                          | 42    |       |
| 6. Januar  | Ernst Zimmermann                        | deutscher Geologe | 83    |       |
| 7. Januar  | Walter von Eberhardt                    | deutscher Generalleutnant, Inspekteur der Fliegertruppen                                                                | 82    |       |
| 7. Januar  | Lou Hoover                              | amerikanische First Lady von 1929 bis 1933 (Ehefrau des US-Präsidenten Herbert Hoover)                                  | 69    |       |
| 7. Januar  | August Knoch                            | deutscher Architekt, Geheimer Baurat und Regierungsbaumeister für die preußische Armee                                  | 85    |       |
| 7. Januar  | Paul Mitzlaff                           | deutscher Kommunalpolitiker, Oberbürgermeister von Bromberg (1910–1919)                                                 | 73    |       |
| 7. Januar  | Bernhard Neyer                          | österreichischer Politiker (CS), Landesrat und Landtagsabgeordneter von Vorarlberg                                      | 73    |       |
| 7. Januar  | Otto Salzer                             | deutscher Mechaniker und Automobilrennfahrer                                                                            | 69    |       |
| 7. Januar  | Erwin Schloss                           | deutscher evangelischer Geistlicher                                                                                     | 49    |       |
| 7. Januar  | Heinrich von Spreti                     | deutscher Beamter, Regierungspräsident von Schwaben                                                                     | 75    |       |
| 7. Januar  | Jan Verleun                             | niederländischer Widerstandskämpfer                                                                                     | 24    |       |
| 7. Januar  | Franz Zelger                            | Schweizer Jurist, Historiker                                                                                            | 79    |       |
| 8. Januar  | Josef Angermann                         | österreichischer Schriftsetzer, Widerstandskämpfer, kommunist und KZ-Häftling                                           | 31    |       |
| 8. Januar  | Edmund Backhouse                        | britischer Orientwissenschaftler und Linguist                                                                           | 70    |       |
| 8. Januar  | Wilhelm Füßlein                         | deutscher Historiker und Heimatforscher                                                                                 | 74    |       |
| 8. Januar  | Paul Hensel                             | deutscher Theologe, Politiker (DNVP), MdR                                                                               | 76    |       |
| 8. Januar  | Joseph Jastrow                          | US-amerikanischer Psychologe                                                                                            | 80    |       |
| 8. Januar  | Carl Christian Mez                      | deutscher Botaniker und Universitätsprofessor                                                                           | 77    |       |
| 8. Januar  | Adolf Scheef                            | deutscher Politiker (FP, FVP, DDP), MdR                                                                                 | 69    |       |
| 9. Januar  | Ludwig Bartels                          | deutscher Lithograf, Redakteur und Politiker (Regierungspräsident)                                                      | 67    |       |
| 9. Januar  | Johanna Beyer                           | deutsch-amerikanische Komponistin und Pianistin                                                                         | 55    |       |
| 9. Januar  | Mathias von Brudzewo-Mielzynski         | polnischer Politiker, MdR (1903–1914) und Offizier sowie Führer im Dritten Polnischen Aufstand in Oberschlesien (1921)  | 74    |       |
| 9. Januar  | Pierre Dubreuil                         | französischer Kunstphotograph                                                                                           | 71    |       |
| 9. Januar  | Kurt Hasse                              | deutscher Springreiter                                                                                                  | 36    |       |
| 9. Januar  | August Loth                             | polnischer lutherischer Theologe und Superintendent der Diözese Warschau der Evangelisch-Augsburgischen Kirche in Polen | 74    |       |
| 9. Januar  | Johannes Müller                         | deutscher, promovierter Jurist, Beamter und SS-Führer im Zweiten Weltkrieg                                              | 42    |       |
| 9. Januar  | Camillo Schaufuß                        | deutscher Insektenkundler (Entomologe) und Händler von internationalem Ruf                                              | 81    |       |
| 9. Januar  | Antanas Smetona                         | litauischer Politiker, erster Präsident der Republik Litauen                                                            | 69    |       |
| 9. Januar  | Juliusz Zieliński                       | polnischer Lehrer | 62    |       |
| 10. Januar | Victor Basch                            | französischer Germanist, Philosoph und Politiker                                                                        | 80    |       |
| 10. Januar | Frederick B. Fancher                    | US-amerikanischer Politiker                                                                                             | 91    |       |
| 10. Januar | Georgi Fingow                           | bulgarisch-österreichischer Architekt                                                                                   | 69    |       |
| 10. Januar | Thomas Fiske                            | US-amerikanischer Mathematiker                                                                                          | 78    |       |
| 10. Januar | Gustav Fränkel                          | deutscher Unternehmer                                                                                                   | 72    |       |
| 10. Januar | Fernando Magalhães                      | brasilianischer Gynäkologe, Geburtshelfer und Hochschullehrer                                                           | 65    |       |
| 10. Januar | William Emerson Ritter                  | US-amerikanischer Biologe                                                                                               | 87    |       |
| 10. Januar | Joseph Schmidlin                        | deutscher Theologe, Missionar und Missionswissenschaftler                                                               | 67    |       |
| 10. Januar | Fritz Springer                          | deutscher Verleger | 93    |       |
| 10. Januar | Andrei Toschew                          | bulgarischer Politiker und Ministerpräsident                                                                            | 76    |       |
| 11. Januar | Oskar Begusch                           | österreichischer Psychiater                                                                                             | 46    |       |
| 11. Januar | Chester E. Bryan                        | US-amerikanischer Zeitungsverleger und Politiker                                                                        | 84    |       |
| 11. Januar | John Walter Christie                    | US-amerikanischer Automobilrennfahrer, Ingenieur, Erfinder und Unternehmer                                              | 78    |       |
| 11. Januar | Galeazzo Ciano                          | italienischer Politiker                                                                                                 | 40    |       |
| 11. Januar | Emilio De Bono                          | italienischer Politiker und Marschall                                                                                   | 77    |       |
| 11. Januar | Hermann Fühner                          | deutscher Pharmakologe, Arzt und Toxikologe                                                                             | 72    |       |
| 11. Januar | Anna Gräf                               | österreichische Schneiderin und Widerstandskämpferin gegen den Nationalsozialismus                                      | 18    |       |
| 11. Januar | Arnošt Hofbauer                         | tschechischer Maler, Grafiker und Illustrator                                                                           | 74    |       |
| 11. Januar | Charles King                            | US-amerikanischer Schauspieler und Sänger                                                                               | 57    |       |
| 11. Januar | Philipp Kittler                         | deutscher Bildhauer | 82    |       |
| 11. Januar | Gertrude Müller                         | österreichische Kontoristin und Widerstandskämpferin                                                                    | 27    |       |
| 11. Januar | Leopoldine Sicka                        | österreichische Monteurin und Widerstandskämpferin gegen den Nationalsozialismus                                        | 19    |       |
| 11. Januar | Franz Sikuta                            | österreichischer Widerstandskämpfer gegen den Nationalsozialismus                                                       | 22    |       |
| 11. Januar | Hermann Struck                          | deutscher Maler, Radierer und Lithograf                                                                                 | 67    |       |
| 11. Januar | Alois Wagner                            | deutscher römisch-katholischer Geistlicher und Klinikdirektor                                                           | 68    |       |
| 12. Januar | Giacomo Almirante                       | italienischer Schauspieler                                                                                              | 68    |       |
| 12. Januar | Juliette Atkinson                       | US-amerikanische Tennisspielerin                                                                                        | 70    |       |
| 12. Januar | Willi Milke                             | deutscher kommunistischer Widerstandskämpfer gegen den Nationalsozialismus                                              | 47    |       |
| 12. Januar | Julius von Ostenburg-Morawek            | österreichisch-ungarischer Offizier und späterer legitimistischer Freikorps-Anführer                                    | 59    |       |
| 12. Januar | Ernst Stolley                           | deutscher Paläontologe und Geologe                                                                                      | 74    |       |
| 13. Januar | Arthur Fairbanks                        | amerikanischer Klassischer Archäologe                                                                                   | 79    |       |
| 13. Januar | John Jeffreys                           | britischer Mathematiker Kryptologe                                                                                      | 27    |       |
| 13. Januar | Geza Slovig                             | rumäniendeutscher Kirchenmusiker, Musikpädagoge und Komponist                                                           | 46    |       |
| 14. Januar | Eugène Louis Bouvier                    | französischer Zoologe, Entomologe und Crustaceologe                                                                     | 87    |       |
| 14. Januar | Hàm Nghi                                | vietnamesischer Kaiser, achter Kaiser der Nguyễn-Dynastie (1885)                                                        | 72    |       |
| 14. Januar | Alija Moldagulowa                       | sowjetische Soldatin | 18    |       |
| 14. Januar | Hanns Günther von Obernitz              | deutscher Offizier, SA-Führer und Politiker (NSDAP), MdR                                                                | 44    |       |
| 14. Januar | Eduard Ossowski                         | deutscher römisch-katholischer Ordensbruder                                                                             | 65    |       |
| 14. Januar | Hans Schiebelhuth                       | deutscher expressionistischer Schriftsteller und Dichter                                                                | 48    |       |
| 14. Januar | Walther Schiller                        | deutscher Geologe |       |       |
| 14. Januar | Viktor Wittrock                         | deutsch-baltischer evangelisch-lutherischer Geistlicher und Autor                                                       | 74    |       |
| 14. Januar | Mehmet Emin Yurdakul                    | türkischer Dichter |       |       |
| 15. Januar | Franz Bock                              | deutscher Kunsthistoriker                                                                                               | 67    |       |
| 15. Januar | Silvio Crespi                           | italienischer Unternehmer, Erfinder und Politiker                                                                       | 75    |       |
| 15. Januar | Jackie Gibson                           | südafrikanischer Langstreckenläufer                                                                                     | 29    |       |
| 15. Januar | Georg Köhl                              | deutscher Fußballtorhüter                                                                                               | 33    |       |
| 15. Januar | Giuseppe Loretz                         | italienischer Radrennfahrer                                                                                             | 83    |       |
| 15. Januar | Noguchi Shitagau                        | japanischer Unternehmer, Industrie-Pionier                                                                              | 70    |       |
| 16. Januar | Josef Franke                            | deutscher Architekt | 67    |       |
| 16. Januar | Ladislav Haškovec                       | tschechischer Psychiater                                                                                                | 77    |       |
| 16. Januar | Otto Maraini                            | Schweizer Architekt | 80    |       |
| 16. Januar | Hans Völcker                            | deutscher Maler | 78    |       |
| 16. Januar | William H. Wheat                        | US-amerikanischer Politiker                                                                                             | 64    |       |
| 17. Januar | Eugène Deloncle                         | französischer Politiker                                                                                                 | 53    |       |
| 17. Januar | Ferdinand Kruis                         | österreichisch-ungarischer Maler und Illustrator                                                                        | 74    |       |
| 17. Januar | Max Sievers                             | Vorsitzender des Deutschen Freidenker-Verbandes                                                                         | 56    |       |
| 18. Januar | Tony Binder                             | Orientmaler | 75    |       |
| 18. Januar | Léon Brunschvicg                        | französischer Philosoph und Hochschullehrer                                                                             | 74    |       |
| 18. Januar | Arthur Fritz Eugens                     | deutscher Schauspieler und Kinderdarsteller                                                                             | 13    |       |
| 18. Januar | Hulda Graf                              | deutsche Politikerin (USPD, SPD)                                                                                        | 64    |       |
| 18. Januar | Greten Handorf                          | deutsche Reederin | 63    |       |
| 18. Januar | Hashimoto Masujirō                      | japanischer Maschinenbauingenieur                                                                                       | 68    |       |
| 18. Januar | Lew Eduardowitsch Konjus                | russischer Pianist, Musikpädagoge und Komponist                                                                         | 72    |       |
| 18. Januar | Paribatra Sukhumbandh                   | Verteidigungsminister und Innenminister von Siam                                                                        | 62    |       |
| 18. Januar | Mykola Samokysch                        | russischer, ukrainischer und sowjetischer Grafiker und Maler                                                            | 83    |       |
| 18. Januar | Arthur Zarden                           | deutscher Finanzstaatssekretär und Finanzfachmann in der Weimarer Republik                                              | 58    |       |
| 19. Januar | Joachim Balke                           | deutscher Schwimmer | 26    |       |
| 19. Januar | Hermann Flick                           | deutscher Fußballspieler                                                                                                | 38    |       |
| 19. Januar | Arno Lade                               | deutscher Arbeiterfunktionär und Widerstandskämpfer                                                                     | 51    |       |
| 19. Januar | Carl Mühlenpfordt                       | deutscher Architekt, Baubeamter und Hochschullehrer                                                                     | 65    |       |
| 19. Januar | Joachim Paltzo                          | deutscher Politiker (NSDAP), MdR                                                                                        | 32    |       |
| 19. Januar | Walter Scheibert                        | deutscher Verwaltungsjurist                                                                                             | 54    |       |
| 20. Januar | Enrica Calabresi                        | italienische Zoologin                                                                                                   | 52    |       |
| 20. Januar | James McKeen Cattell                    | US-amerikanischer Psychologe, Professor für Psychologie                                                                 | 83    |       |
| 20. Januar | Otto Eggert                             | deutscher Geodät, Hochschullehrer                                                                                       | 69    |       |
| 20. Januar | Guglielmo Imperiali di Francavilla      | italienischer Diplomat und Politiker                                                                                    | 81    |       |
| 20. Januar | Mark Kerr                               | britischer Offizier der Luftstreitkräfte und der Marine des Vereinigten Königreichs                                     | 79    |       |
| 20. Januar | August Ponschab                         | deutscher Politiker (Zentrum, BVP), MdR                                                                                 | 74    |       |
| 20. Januar | Louis Auguste Ravené                    | deutscher Kaufmann, Unternehmer und Mäzen                                                                               | 77    |       |
| 20. Januar | Oswald Redlich                          | österreichischer Historiker und Archivar                                                                                | 85    |       |
| 21. Januar | Wilhelm Caspari                         | deutscher Mediziner, Krebsforscher                                                                                      | 71    |       |
| 21. Januar | Lothar Cohn                             | deutscher Widerstandskämpfer gegen den Nationalsozialismus                                                              | 35    |       |
| 21. Januar | Cesare Franco                           | italienischer Kirchenmusikkomponist, Organist und Vetter von Cesarino Franco                                            | 58    |       |
| 21. Januar | Karl Helmholz                           | deutscher sozialdemokratischer Publizist                                                                                | 70    |       |
| 21. Januar | Maria Leopoldine Klausberger            | österreichische Journalistin und Frauenrechtlerin                                                                       | 55    |       |
| 21. Januar | Albert Kwok                             | Guerillaführer |       |       |
| 21. Januar | Karl Julius Lohnert                     | deutscher Astronom und Psychologe                                                                                       | 58    |       |
| 21. Januar | Heinrich Marlow                         | deutscher Schauspieler                                                                                                  | 69    |       |
| 21. Januar | Karl Obser                              | deutscher Historiker und Archivar                                                                                       | 84    |       |
| 21. Januar | Pawel Iwanowitsch Petrenko-Krittschenko | russischer Chemiker | 77    |       |
| 21. Januar | Friedrich Ploj                          | österreichischer bzw. jugoslawischer Politiker                                                                          | 81    |       |
| 21. Januar | Heinrich Prinz zu Sayn-Wittgenstein     | deutscher Luftwaffenoffizier und Jagdflieger                                                                            | 27    |       |
| 21. Januar | Alfred Schmalzer                        | österreichischer Handballspieler                                                                                        | 31    |       |
| 21. Januar | Karl Schultheiss                        | deutscher Maler | 91    |       |
| 22. Januar | Moses Calvary                           | deutscher Reformpädagoge                                                                                                | 67    |       |
| 22. Januar | Wilhelm Dodel                           | deutscher Maler der Neuen Sachlichkeit                                                                                  | 36    |       |
| 22. Januar | Jakob Schüller                          | deutscher Leichtathlet                                                                                                  | 38    |       |
| 22. Januar | Charles Erskine Scott Wood              | amerikanischer Offizier in den Indianerkriegen, Schriftsteller und Jurist                                               | 91    |       |
| 23. Januar | Ludwig Daehn                            | deutscher Offizier und Militärjurist                                                                                    | 78    |       |
| 23. Januar | Otto Kamenzin                           | deutscher Fußballspieler                                                                                                | 34    |       |
| 23. Januar | Michail Madscharow                      | bulgarischer Politiker                                                                                                  | 89    |       |
| 23. Januar | Edvard Munch                            | norwegischer Maler und Graphiker                                                                                        | 80    |       |
| 23. Januar | László Szebellédy                       | ungarischer Chemiker | 42    |       |
| 24. Januar | Genaro Espósito                         | argentinischer Bandoneonist, Gitarrist, Pianist, Komponist und Bandleader                                               | 57    |       |
| 24. Januar | Arthur Fonjallaz                        | Schweizer Oberst, Politiker der Frontenbewegung                                                                         | 69    |       |
| 24. Januar | Karl Rickelt                            | deutscher Maler und Illustrator                                                                                         | 86    |       |
| 24. Januar | François Thureau-Dangin                 | französischer Altorientalist und Mathematikhistoriker                                                                   | 72    |       |
| 25. Januar | Akiyama Monzō                           | Konteradmiral der Kaiserlich Japanischen Marine                                                                         | 52    |       |
| 25. Januar | Karl Gengenbach                         | deutscher Jurist, SS-Standartenführer, Amtsgruppenleiter im Reichssicherheitshauptamt                                   | 32    |       |
| 25. Januar | Heinz Gräfe                             | deutscher SS-Obersturmbannführer und Oberregierungsrat im Reichssicherheitshauptamt                                     | 35    |       |
| 25. Januar | Alfred Höchstätter                      | österreichischer Arbeiter und Widerstandskämpfer gegen das NS-Regime                                                    | 41    |       |
| 25. Januar | Myron Metzenbaum                        | US-amerikanischer Chirurg                                                                                               | 67    |       |
| 25. Januar | Karl Spitzenberg                        | deutscher Förster, Hegemeister und Erfinder                                                                             | 83    |       |
| 25. Januar | Frederick Van Nuys                      | US-amerikanischer Jurist und Politiker                                                                                  | 69    |       |
| 25. Januar | Waddy Butler Wood                       | amerikanischer Architekt                                                                                                |       |       |
| 26. Januar | Luise Greger                            | deutsche Komponistin | 82    |       |
| 26. Januar | Gertrud Hanna                           | deutsche Gewerkschafterin und Politikerin (SPD)                                                                         | 67    |       |
| 26. Januar | Felix Klingemann                        | deutscher Chemiker | 81    |       |
| 26. Januar | Carl von Mering                         | deutscher Bildhauer und Modelleur                                                                                       | 69    |       |
| 26. Januar | Heinrich Stroh                          | deutscher Architekt | 89    |       |
| 27. Januar | Felice Cascione                         | italienischer Chirurg und Partisan                                                                                      | 25    |       |
| 27. Januar | Johann Dangl                            | österreichischer Politiker (CSP), Landtagsabgeordneter                                                                  | 74    |       |
| 27. Januar | William H. Douglas                      | US-amerikanischer Politiker                                                                                             | 90    |       |
| 27. Januar | Anton Fränznick                         | deutscher Geistlicher, katholischer Priester                                                                            | 54    |       |
| 27. Januar | Wilhelm Hartenstein                     | deutscher Offizier | 55    |       |
| 27. Januar | Melanie Risch                           | deutsche Schneiderin und ein Opfer der NS-Kriegsjustiz                                                                  | 57    |       |
| 27. Januar | Hermann Rüdisühli                       | Schweizer Maler | 79    |       |
| 27. Januar | Thomas Spreiter                         | deutscher römisch-katholischer Bischof                                                                                  | 78    |       |
| 28. Januar | Emil Cohn                               | deutscher Physiker | 89    |       |
| 28. Januar | Elisabeth Lange                         | deutsche Widerstandskämpferin gegen den Nationalsozialismus                                                             | 43    |       |
| 28. Januar | Josef Lustig                            | tschechischer Bühnenschauspieler und -regisseur                                                                         | 33    |       |
| 28. Januar | Otto Schwabach                          | deutscher Bauunternehmer                                                                                                | 70    |       |
| 28. Januar | Adelbert Schulz                         | deutscher Offizier, zuletzt Generalmajor und Divisionskommandeur im Zweiten Weltkrieg                                   | 40    |       |
| 29. Januar | Carl Aeschbacher                        | deutsch-schweizerischer Kantor und Chorkomponist                                                                        | 57    |       |
| 29. Januar | Marie Alexandra von Baden               | badische Prinzessin | 41    |       |
| 29. Januar | Siegfried Marseille                     | Generalmajor der Wehrmacht                                                                                              | 56    |       |
| 29. Januar | Johannes Richter                        | deutscher Pädagoge und Hochschullehrer an der Universität Leipzig                                                       | 61    |       |
| 30. Januar | Eduardo Dagnino                         | italienischer Musikwissenschaftler, Komponist und Schachkomponist                                                       | 68    |       |
| 30. Januar | Willy Jaeckel                           | deutscher Künstler | 55    |       |
| 30. Januar | Hermann Kükelhaus                       | deutscher Dichter und Soldat                                                                                            | 23    |       |
| 30. Januar | Friedrich Leyden                        | deutscher Geograf und Diplomat                                                                                          | 52    |       |
| 30. Januar | Clara Salbach                           | deutsche Schauspielerin                                                                                                 | 82    |       |
| 30. Januar | Gustav Trautschold                      | deutscher Schauspieler, Theaterregisseur und Filmregisseur                                                              | 72    |       |
| 30. Januar | Fran Vidic                              | slowenischer Publizist                                                                                                  | 71    |       |
| 31. Januar | Arnold Frische                          | deutscher Bildhauer und Genremaler                                                                                      | 74    |       |
| 31. Januar | Jean Giraudoux                          | französischer Berufsdiplomat und Schriftsteller                                                                         | 61    |       |
| 31. Januar | Theodor Habicht                         | deutscher Politiker (NSDAP), MdR                                                                                        | 45    |       |
| 31. Januar | Thomas W. Hardwick                      | US-amerikanischer Jurist und Politiker                                                                                  | 71    |       |
| 31. Januar | Stanislas Lami                          | französischer Bildhauer und Historiker                                                                                  | 85    |       |
| 31. Januar | Ernst von Radowitz                      | deutscher Offizier sowie SS-Führer                                                                                      | 74    |       |
| 31. Januar | Karl Steinacker                         | deutscher Kunsthistoriker, Museumsleiter in Braunschweig                                                                | 71    |       |
| 31. Januar | Árpád Weisz                             | ungarischer Fußballspieler und -trainer                                                                                 | 47    |       |
| 31. Januar | William Allen White                     | US-amerikanischer Journalist, Politiker und Schriftsteller                                                              | 75    |       |
|            | Rudolf Levy                             | deutscher Maler des Expressionismus                                                                                     | 68    |       |
|            | Julius Albert Maier                     | deutscher Bankier und Politiker (NSDAP)                                                                                 | 53    |       |
|            | Hanns Mock                              | deutscher Turner |       |       |
|            | Victor Nessmann                         | elsässisch-französischer Arzt                                                                                           | 43    |       |
|            | Artur Pachner                           | tschechoslowakischer Zahnarzt und Publizist jüdischer Herkunft                                                          | 69    |       |
|            | Maryan Žurek                            | deutscher Maler und Bildhauer                                                                                           | 54    |       |

## Februar
| Tag         | Name                                | Beruf, bekannt als                                                                                      | Alter | Beleg |
| ----------- | ----------------------------------- | --- | ----- | ----- |
| 1. Februar  | François Bovesse                    | belgischer Politiker und Jurist                                                                         | 53    |       |
| 1. Februar  | Michel Dimitri Calvocoressi         | britischer Musikkritiker                                                                                | 66    |       |
| 1. Februar  | Albrecht Eitner                     | deutscher Rechtsanwalt und Notar, Abwehroffizier im Generalgouvernement                                 | 40    |       |
| 1. Februar  | Johannes Kleinspehn                 | deutscher Redakteur und Politiker (SPD)                                                                 | 63    |       |
| 1. Februar  | Franz Kutschera                     | österreichischer Politiker (NSDAP), MdR, SS-General und Polizeikommandant von Warschau                  | 39    |       |
| 1. Februar  | Alberto Maranhão                    | brasilianischer Politiker                                                                               | 71    |       |
| 1. Februar  | Piet Mondrian                       | niederländischer Maler                                                                                  | 71    |       |
| 1. Februar  | Charles Rabot                       | französischer Geograph, Glaziologe, Reisender, Journalist, Lehrer, Übersetzer, Bergsteiger und Forscher | 87    |       |
| 1. Februar  | Carl Friedrich von Stern            | balten-deutscher Historiker, Bibliothekar und Journalist                                                | 85    |       |
| 2. Februar  | Tjapko van Bergen                   | niederländischer Ruderer                                                                                | 40    |       |
| 2. Februar  | Yvette Guilbert                     | französische Sängerin (Sopran) und Schauspielerin                                                       | 79    |       |
| 2. Februar  | Johanne Stockmarr                   | dänische Pianistin                                                                                      | 74    |       |
| 3. Februar  | August Bostroem                     | deutscher Neurologe und Psychiater                                                                      | 57    |       |
| 3. Februar  | Berthold Deimling                   | preußischer General der Infanterie und späterer Pazifist                                                | 90    |       |
| 3. Februar  | Willi Döbler                        | deutscher Maschinenschlosser und Opfer des Nationalsozialismus                                          | 52    |       |
| 3. Februar  | Friedrich Harder                    | Lagerführer im Konzentrationslager                                                                      | 52    |       |
| 3. Februar  | Harald Koethe                       | deutscher Kunsthistoriker, Klassischer Archäologe und Provinzialrömischer Archäologe                    | 39    |       |
| 3. Februar  | William George MacCallum            | kanadisch-US-amerikanischer Arzt und Pathologe                                                          | 69    |       |
| 3. Februar  | František Pecháček                  | tschechoslowakischer Turner und Widerstandskämpfer                                                      | 47    |       |
| 3. Februar  | Ludwig Pick                         | deutscher Pathologe                                                                                     | 75    |       |
| 3. Februar  | Siegfried Purner                    | österreichischer Feldhandballspieler                                                                    | 28    |       |
| 3. Februar  | Emil Rosenthal                      | deutscher Filmschaffender                                                                               | 44    |       |
| 4. Februar  | Heinrich-Sigismund von der Heyde    | deutscher General                                                                                       | 47    |       |
| 4. Februar  | Arsen Borissowitsch Kozojew         | ossetischer Schriftsteller                                                                              | 72    |       |
| 4. Februar  | Hansheinrich Kummerow               | deutscher Wissenschaftler und Widerstandskämpfer                                                        | 40    |       |
| 4. Februar  | August Möbs                         | deutscher Fußballspieler                                                                                | 35    |       |
| 4. Februar  | Friedrich von Schrötter             | deutscher Ökonom, Historiker und Numismatiker                                                           | 82    |       |
| 5. Februar  | Leone Ginzburg                      | italienischer Schriftsteller, Herausgeber und Journalist                                                | 34    |       |
| 5. Februar  | Albert König                        | deutscher Maler                                                                                         | 62    |       |
| 5. Februar  | Julius Kugy                         | österreichischer Bergsteiger und Schriftsteller                                                         | 85    |       |
| 5. Februar  | Wilhelm Muehlon                     | deutscher Diplomat                                                                                      | 65    |       |
| 5. Februar  | Albert Ray                          | US-amerikanischer Filmregisseur, Schauspieler und Drehbuchautor                                         | 46    |       |
| 6. Februar  | Tatjana Barbakoff                   | Tänzerin                                                                                                | 44    |       |
| 6. Februar  | Rudolf Baumert                      | deutscher römisch-katholischer Geistlicher, Steyler Missionar und Märtyrer                              | 37    |       |
| 6. Februar  | Egilberta Bertels                   | deutsche Steyler Missionsschwester und Märtyrin                                                         | 49    |       |
| 6. Februar  | Festina Blank                       | deutsche Steyler Missionsschwester und Märtyrin                                                         | 39    |       |
| 6. Februar  | Theresildis Brendler                | österreichische Steyler Missionsschwester und Märtyrin                                                  | 33    |       |
| 6. Februar  | Emeliana Bürger                     | deutsche Steyler Missionsschwester und Märtyrin                                                         | 36    |       |
| 6. Februar  | Hermann Cranz                       | Maschinenbauingenieur, Hochschullehrer an Technischen Hochschule Hannover                               | 60    |       |
| 6. Februar  | Alberista Dirsch                    | deutsche Steyler Missionsschwester und Märtyrin                                                         | 41    |       |
| 6. Februar  | Annetta Einzmann                    | deutsche Steyler Missionsschwester und Märtyrin                                                         | 49    |       |
| 6. Februar  | Johannes Felzmann                   | deutscher römisch-katholischer Geistlicher, Steyler Missionar und Märtyrer                              | 45    |       |
| 6. Februar  | Deotilla Gouverneur                 | deutsche Steyler Missionsschwester und Märtyrin                                                         | 36    |       |
| 6. Februar  | Metellus Hartmann                   | deutscher römisch-katholischer Ordensbruder, Steyler Missionar und Märtyrer                             | 49    |       |
| 6. Februar  | Gudulana Hebing                     | deutsche Steyler Missionsschwester und Märtyrin                                                         | 31    |       |
| 6. Februar  | Marcolinus Hoffmann                 | deutscher römisch-katholischer Ordensbruder, Steyler Missionar und Märtyrer                             | 42    |       |
| 6. Februar  | Joseph Hörsch                       | deutscher römisch-katholischer Geistlicher, Steyler Missionar und Märtyrer                              | 61    |       |
| 6. Februar  | Basiela Kammerer                    | deutsche Steyler Missionsschwester und Märtyrin                                                         | 39    |       |
| 6. Februar  | Isbalda Klein                       | deutsche Steyler Missionsschwester und Märtyrin                                                         | 37    |       |
| 6. Februar  | Karl Konen                          | deutscher römisch-katholischer Geistlicher, Steyler Missionar und Märtyrer                              | 40    |       |
| 6. Februar  | Adrianus Antonie Henri Willem König | niederländischer Wasserbauingenieur und Politiker, Wasserbauminister                                    | 76    |       |
| 6. Februar  | Constantina Krämer                  | deutsche Steyler Missionsschwester und Märtyrin                                                         | 55    |       |
| 6. Februar  | Bernereda Kuhn                      | deutsche Steyler Missionsschwester und Märtyrin                                                         | 43    |       |
| 6. Februar  | Astolfo Lunardi                     | italienischer Lithograph und Widerstandskämpfer gegen den Nationalsozialismus                           | 52    |       |
| 6. Februar  | Heinrich Luttmer                    | deutscher römisch-katholischer Geistlicher, Steyler Missionar und Märtyrer                              | 44    |       |
| 6. Februar  | Ermanno Margheriti                  | italienischer Ingenieur, Offizier und Widerstandskämpfer gegen den Faschismus                           | 24    |       |
| 6. Februar  | Benjamin M. Miller                  | US-amerikanischer Politiker                                                                             | 79    |       |
| 6. Februar  | Ferdinand Müller                    | deutscher Politiker (Zentrum, BVP), MdL Bayern                                                          | 84    |       |
| 6. Februar  | Ferdinanda Mündelein                | deutsche Steyler Missionsschwester und Märtyrin                                                         | 57    |       |
| 6. Februar  | Adolf Panzner                       | deutscher Politiker (KPD), MdHB                                                                         | 51    |       |
| 6. Februar  | Hermengardis Rossa                  | deutsche Steyler Missionsschwester und Märtyrin                                                         | 42    |       |
| 6. Februar  | Milita Schäfer                      | deutsche Steyler Missionsschwester und Märtyrin                                                         | 42    |       |
| 6. Februar  | Fabianus Schroer                    | deutscher römisch-katholischer Ordensbruder, Steyler Missionar und Märtyrer                             | 45    |       |
| 6. Februar  | Matthias Seimetz                    | deutscher römisch-katholischer Ordensbruder, Steyler Missionar und Märtyrer                             | 40    |       |
| 6. Februar  | Valentina Steinkeller               | österreichische Steyler Missionsschwester und Märtyrin                                                  | 63    |       |
| 6. Februar  | Baldomerus Stiene                   | deutscher römisch-katholischer Ordensbruder, Steyler Missionar und Märtyrer                             | 68    |       |
| 6. Februar  | Symphorian Suchsland                | deutscher römisch-katholischer Ordensbruder, Steyler Missionar und Märtyrer                             | 58    |       |
| 6. Februar  | Loyolina Teufel                     | deutsche Steyler Missionsschwester und Märtyrin                                                         | 44    |       |
| 6. Februar  | Wilhelm Tranel                      | deutscher römisch-katholischer Geistlicher, Steyler Missionar und Märtyrer                              | 41    |       |
| 6. Februar  | Rotrudis Tuppinger                  | österreichische Steyler Missionsschwester und Märtyrin                                                  | 36    |       |
| 6. Februar  | Dionora Uhlenbrock                  | deutsche Steyler Missionsschwester und Märtyrin                                                         | 42    |       |
| 6. Februar  | Matthias Vos                        | deutscher römisch-katholischer Ordensbruder, Steyler Missionar und Märtyrer                             | 56    |       |
| 6. Februar  | Karl Heinz Wagner                   | deutscher Prähistoriker                                                                                 | 36    |       |
| 6. Februar  | Alois Wanta                         | deutscher römisch-katholischer Ordensbruder, Steyler Missionar und Märtyrer                             | 35    |       |
| 6. Februar  | Annacrescenz Wehinger               | deutsche Steyler Missionsschwester und Märtyrin                                                         | 33    |       |
| 6. Februar  | Cornelius Wiedl                     | deutscher römisch-katholischer Ordensbruder, Steyler Missionar und Märtyrer                             | 46    |       |
| 6. Februar  | Jason Ziesel                        | deutscher römisch-katholischer Ordensbruder, Steyler Missionar und Märtyrer                             | 64    |       |
| 6. Februar  | Lucidius Zimmer                     | deutscher römisch-katholischer Ordensbruder, Steyler Missionar und Märtyrer                             | 43    |       |
| 6. Februar  | Barnaba Zirkel                      | deutsche Steyler Missionsschwester und Märtyrin                                                         | 66    |       |
| 6. Februar  | Melasia Zölch                       | deutsche Steyler Missionsschwester und Märtyrin                                                         | 41    |       |
| 7. Februar  | Lina Cavalieri                      | italienische Opernsängerin                                                                              | 69    |       |
| 7. Februar  | Per Lindberg                        | schwedischer Theater- und Filmregisseur                                                                 | 53    |       |
| 7. Februar  | Robert Ezra Park                    | US-amerikanischer Soziologe                                                                             | 79    |       |
| 7. Februar  | Ignaz Rohr                          | deutscher katholischer Theologe                                                                         | 77    |       |
| 7. Februar  | Kurt Singer                         | deutscher Neurologe und Musikwissenschaftler                                                            | 58    |       |
| 7. Februar  | Leopold Steurer                     | österreichischer Widerstandskämpfer, hingerichtet vom NS-Regime                                         | 22    |       |
| 7. Februar  | Syrus Strathen                      | deutscher römisch-katholischer Ordensbruder, Steyler Missionar und Märtyrer                             | 51    |       |
| 8. Februar  | Ingebrigt Bjørø                     | norwegischer Politiker der Kristelig Folkeparti                                                         | 64    |       |
| 8. Februar  | Erwin Classen                       | Verwaltungsbeamter und Landrat                                                                          | 54    |       |
| 8. Februar  | Ernst Heinrich Giese                | deutscher Architekt                                                                                     | 90    |       |
| 8. Februar  | August Hein                         | deutscher Politiker (SPD), MdHB und Gewerkschaftsfunktionär                                             | 55    |       |
| 8. Februar  | Siegmund Jacob                      | deutscher Filmproduzent und Filmmanager                                                                 | 69    |       |
| 8. Februar  | Karl Kaiser-Blüth                   | jüdischer Kaufmann und Opfer des Holocaust                                                              | 76    |       |
| 8. Februar  | Elgin Lessley                       | US-amerikanischer Kameramann der Stummfilmzeit                                                          | 60    |       |
| 8. Februar  | Christo Michailow                   | bulgarischer Politiker                                                                                  | 50    |       |
| 8. Februar  | Alfons Paquet                       | deutscher Journalist und Schriftsteller                                                                 | 63    |       |
| 9. Februar  | Otto Bauer                          | deutscher Jurist                                                                                        | 55    |       |
| 9. Februar  | Conrad Bornhak                      | deutscher Jurist                                                                                        | 82    |       |
| 9. Februar  | Walter Heitz                        | deutscher Offizier, zuletzt Generaloberst im Zweiten Weltkrieg                                          | 65    |       |
| 9. Februar  | Siegfried Kallenberg                | deutscher Komponist                                                                                     | 76    |       |
| 9. Februar  | Friedrich Ritter von Lama           | katholischer Schriftsteller, Publizist und Journalist, KZ-Häftling, NS-Opfer                            | 67    |       |
| 9. Februar  | Kiril Parlitschew                   | bulgarischer Revolutionär                                                                               | 68    |       |
| 9. Februar  | Wera Tubandt                        | deutsche Chemikerin                                                                                     | 62    |       |
| 9. Februar  | Jure Turić                          | Pädagoge und Schriftsteller                                                                             | 82    |       |
| 9. Februar  | Paul Viereck                        | deutscher klassischer Philologe, Epigraphiker, Papyrologe und Gymnasiallehrer                           | 79    |       |
| 10. Februar | Eugène Michel Antoniadi             | griechischer Astronom                                                                                   | 73    |       |
| 10. Februar | Alfred Bachelet                     | französischer Komponist, Dirigent und Musikpädagoge                                                     | 79    |       |
| 10. Februar | Georg Bernhard                      | deutscher Journalist, Politiker (DDP), MdR und NS-Gegner                                                | 68    |       |
| 10. Februar | Villehad Forssman                   | schwedischer Flugzeugkonstrukteur                                                                       | 59    |       |
| 10. Februar | Alice Haubrich-Gottschalk           | deutsche Gynäkologin und Kinderärztin sowie Förderin der modernen Kunst                                 | 52    |       |
| 10. Februar | Wilhelm von Möllendorff             | deutscher Anatom                                                                                        | 56    |       |
| 10. Februar | Kustaa Pihlajamäki                  | finnischer Ringer                                                                                       | 41    |       |
| 10. Februar | Israel Joschua Singer               | polnisch-US-amerikanischer jiddischer Prosaiker und Übersetzer                                          | 50    |       |
| 11. Februar | Henrique Mitchell de Paiva Couceiro | portugiesischer Soldat, Kolonialgouverneur und Monarchist                                               | 82    |       |
| 11. Februar | Franz Dieckmann                     | deutscher Politiker                                                                                     | 68    |       |
| 11. Februar | Julius Greilsheimer                 | deutscher Rabbiner                                                                                      | 53    |       |
| 11. Februar | Samuel Jessurun de Mesquita         | niederländischer Künstler                                                                               | 75    |       |
| 11. Februar | Paweł Kubicki                       | polnischer Priester und Weihbischof in Sandomierz                                                       | 73    |       |
| 11. Februar | Carl Meinhof                        | deutscher Afrikanist                                                                                    | 86    |       |
| 11. Februar | Benedicto de Moraes Menezes         | brasilianischer Fußballspieler                                                                          | 37    |       |
| 11. Februar | Mykola Rokyzkyj                     | ukrainischer Maler                                                                                      | 42    |       |
| 11. Februar | Julius Simons                       | letzte amtierender Rabbiner in Deutz                                                                    | 56    |       |
| 11. Februar | Iwan Iwanowitsch Sollertinski       | sowjetischer Universalgelehrter und Publizist                                                           | 41    |       |
| 11. Februar | Sophie de Vries-de Boer             | niederländische Schauspielerin                                                                          | 61    |       |
| 12. Februar | Kenneth Gandar-Dower                | britischer Autor und Kriegsberichterstatter                                                             | 35    |       |
| 12. Februar | Josef Landau                        | polnischer Chemiker und Industrieller                                                                   | 66    |       |
| 12. Februar | Georg Johann Köhler                 | deutscher Maler, Grafiker und Plakatkünstler                                                            | 53    |       |
| 12. Februar | Marie Therese von Braganza          | Prinzessin von Bragança und Infantin von Portugal                                                       | 88    |       |
| 12. Februar | Cornelis Schalker                   | niederländischer, kommunistischer Politiker und Widerstandskämpfer gegen die deutsche Besatzung         | 53    |       |
| 12. Februar | Juliusz Wolfsohn                    | russisch-österreichischer Pianist, Komponist und Musikpublizist                                         | 64    |       |
| 12. Februar | Alfred Zintgraff                    | deutscher Diplomat                                                                                      | 65    |       |
| 13. Februar | Louise von Ehrenstein               | österreichische Opernsängerin (Sopran)                                                                  | 76    |       |
| 13. Februar | Josef Schick                        | deutscher Anglist, Sprachwissenschaftler und Mathematiker                                               | 84    |       |
| 13. Februar | Christoph Schrempf                  | deutscher Theologe und Philosoph                                                                        | 83    |       |
| 13. Februar | Leonard W. Schuetz                  | US-amerikanischer Politiker                                                                             | 56    |       |
| 13. Februar | Joseph Wilpert                      | deutscher Christlicher Archäologe                                                                       | 86    |       |
| 14. Februar | Josef Böhr                          | tschechischer Politiker der deutschen Minderheit, böhmischer Landtagsabgeordneter                       | 81    |       |
| 14. Februar | Elisabeth Bruhn                     | deutsche Kommunistin und Widerstandskämpferin gegen den Nationalsozialismus                             | 50    |       |
| 14. Februar | Gustav Bruhn                        | Politiker der KPD und Widerstandskämpfer gegen den Nationalsozialismus                                  | 54    |       |
| 14. Februar | Stanislav Brunclík                  | tschechischer Journalist und kommunistischer Funktionär (KPTsch)                                        | 33    |       |
| 14. Februar | Sigismund Freyer                    | deutscher Springreiter                                                                                  | 63    |       |
| 14. Februar | Otto Früh                           | deutscher Politiker (DDP)                                                                               | 78    |       |
| 14. Februar | Daniel Brodhead Heiner              | US-amerikanischer Jurist und Politiker                                                                  | 89    |       |
| 14. Februar | Bruno Héroux                        | deutscher Maler, Grafiker, Schrift- und Exlibriskünstler                                                | 75    |       |
| 14. Februar | Hans Hornberger                     | deutscher Widerstandskämpfer gegen den Nationalsozialismus                                              | 36    |       |
| 14. Februar | Kurt Schill                         | deutscher Kommunist und Widerstandskämpfer                                                              | 32    |       |
| 15. Februar | Henry Alden Clark                   | US-amerikanischer Politiker                                                                             | 94    |       |
| 15. Februar | Friedrich Kühn                      | deutscher General der Panzertruppe und Chef des Wehrmacht-Kraftwesens                                   | 54    |       |
| 15. Februar | Arthur Wehnelt                      | deutscher Physiker                                                                                      | 72    |       |
| 16. Februar | Theobald Baumann                    | deutscher Fußballtorwart                                                                                | 20    |       |
| 16. Februar | Edmund von Borck                    | deutscher Komponist und Dirigent                                                                        | 37    |       |
| 16. Februar | James Robert Claiborne              | US-amerikanischer Politiker                                                                             | 61    |       |
| 16. Februar | Friedrich Jakob Erckmann            | deutscher Kantor und Organist                                                                           | 81    |       |
| 16. Februar | Evaristo Garbani-Nerini             | Schweizer Richter und Politiker (FDP)                                                                   | 76    |       |
| 16. Februar | Julius von Henle                    | bayerischer Verwaltungsjurist; Regierungspräsident in Unterfranken                                      | 79    |       |
| 16. Februar | Carl Jacobj                         | deutscher Arzt und Pharmakologe                                                                         | 86    |       |
| 16. Februar | Oscar Leeuw                         | niederländischer Architekt                                                                              | 77    |       |
| 16. Februar | Oswald Lutz                         | deutscher Offizier, zuletzt General der Panzertruppe im Zweiten Weltkrieg                               | 67    |       |
| 16. Februar | Dhundiraj Govind Phalke             | indischer Filmregisseur                                                                                 | 73    |       |
| 16. Februar | Wilhelm Steeg                       | deutscher Galvanisierarbeiter und Gegner des Nationalsozialismus                                        | 58    |       |
| 16. Februar | Irving D. Tressler                  | US-amerikanischer Schriftsteller und Journalist                                                         | 35    |       |
| 16. Februar | Almaria Vorderwülbecke              | deutsche Steyler Missionsschwester und Märtyrin                                                         | 29    |       |
| 16. Februar | Karl Wallmüller                     | österreichischer Fußballspieler                                                                         | 30    |       |
| 16. Februar | Bob Zurke                           | US-amerikanischer Jazzpianist, Komponist und Bandleader                                                 | 32    |       |
| 17. Februar | Hugo Böttger                        | deutscher Publizist und Politiker, MdR                                                                  | 80    |       |
| 17. Februar | Jean Cavaillès                      | französischer Philosoph und Résistancekämpfer                                                           | 40    |       |
| 17. Februar | Ewald Fabian                        | deutscher Zahnarzt                                                                                      | 58    |       |
| 17. Februar | Hans-Joachim Fouquet                | deutscher Offizier, zuletzt Generalmajor im Zweiten Weltkrieg                                           | 48    |       |
| 17. Februar | Gertraud Hennes                     | deutsche Steyler Missionsschwester und Märtyrin                                                         | 63    |       |
| 17. Februar | Willi Herrmann                      | deutscher Widerstandskämpfer gegen den Nationalsozialismus                                              | 46    |       |
| 17. Februar | Franz Kaufmann                      | deutscher Jurist und Widerstandskämpfer                                                                 | 58    |       |
| 17. Februar | Adolf Krömer                        | deutscher Apotheker im KZ Auschwitz                                                                     | 53    |       |
| 17. Februar | Youra Livchitz                      | belgischer Widerstandskämpfer                                                                           | 26    |       |
| 17. Februar | Theodor Riewerts                    | deutscher Kunsthistoriker                                                                               | 36    |       |
| 17. Februar | Harry Benjamin Wolf                 | US-amerikanischer Politiker                                                                             | 63    |       |
| 18. Februar | Heloise Margarete von Beaulieu      | deutsche Schriftstellerin                                                                               | 73    |       |
| 18. Februar | Charles Bedaux                      | französisch-US-amerikanischer Arbeitsingenieur und Unternehmer                                          | 57    |       |
| 18. Februar | Hermann Blau                        | deutscher Chemiker und Erfinder                                                                         | 73    |       |
| 18. Februar | Charles Davenport                   | US-amerikanischer Biologe und Eugeniker                                                                 | 77    |       |
| 18. Februar | Lothar Freutel                      | deutscher Generalmajor im Zweiten Weltkrieg                                                             | 49    |       |
| 18. Februar | Johann Graber                       | österreichischer Soldat und Widerstandskämpfer gegen das NS-Regime, der hingerichtet wurde              | 25    |       |
| 18. Februar | Yandell Henderson                   | US-amerikanischer Physiologe                                                                            | 70    |       |
| 18. Februar | Johannes Hemig                      | deutscher römisch-katholischer Geistlicher, Ordensmann, Missionar und Märtyrer                          | 33    |       |
| 18. Februar | Richard C. McMullen                 | US-amerikanischer Politiker                                                                             | 76    |       |
| 18. Februar | John Arthur Ruskin Munro            | britischer Althistoriker und Archäologe                                                                 | 79    |       |
| 18. Februar | Wilhelm Stemmermann                 | deutscher Offizier, zuletzt General der Artillerie                                                      | 55    |       |
| 18. Februar | Albert Südekum                      | deutscher Journalist und Politiker (SPD), MdR, preußischer Staatsminister                               | 73    |       |
| 18. Februar | Alfred Vocke                        | deutscher Bildhauer und Medailleur                                                                      | 57    |       |
| 18. Februar | Heinrich Zumkley                    | deutscher römisch-katholischer Ordensmann, Missionar und Märtyrer                                       | 35    |       |
| 19. Februar | Gerhard Bohlmann                    | deutscher Schriftsteller und Journalist                                                                 | 65    |       |
| 19. Februar | Richard Burmeister                  | deutscher Pianist                                                                                       | 83    |       |
| 19. Februar | Wynne F. Clouse                     | US-amerikanischer Politiker                                                                             | 60    |       |
| 19. Februar | Antonín Hartl                       | tschechischer Journalist, Publizist und Übersetzer                                                      | 58    |       |
| 19. Februar | Joseph Theele                       | deutscher Bibliothekar und einer der Begründer der wissenschaftlichen Einbandkunde                      | 54    |       |
| 20. Februar | Albert Heijnneman                   | niederländischer Leichtathlet und Widerstandskämpfer                                                    | 47    |       |
| 20. Februar | Albert Sybrandus Keverling Buisman  | niederländischer Bauingenieur für Geotechnik                                                            | 53    |       |
| 20. Februar | Erna Kronshage                      | deutsche Verfolgte des NS-Regimes                                                                       | 21    |       |
| 20. Februar | Florian Marciniak                   | polnischer Widerstandskämpfer                                                                           | 28    |       |
| 20. Februar | Franz Heinrich Weißbach             | deutscher Altorientalist                                                                                | 78    |       |
| 20. Februar | Rudolf Ewald Zingel                 | deutscher Musiker, Komponist und Musikpädagoge und Hochschullehrer                                      | 67    |       |
| 21. Februar | Heinrich Baumgartner                | Schweizer Sprachwissenschafter                                                                          | 54    |       |
| 21. Februar | Joseph Bethenod                     | französischer Elektroingenieur                                                                          | 60    |       |
| 21. Februar | Arben Dawitian                      | armenisch-russischer Revolutionär, Trotzkist und Résistancekämpfer                                      |       |       |
| 21. Februar | Anton Delbrück                      | deutscher Psychiater                                                                                    | 82    |       |
| 21. Februar | Thomas Elek                         | ungarischer Widerstandskämpfer in Frankreich                                                            | 19    |       |
| 21. Februar | Spartaco Fontanot                   | französischer Widerstandskämpfer                                                                        | 22    |       |
| 21. Februar | Giacinto Ghia                       | italienischer Karosseriebauer                                                                           | 56    |       |
| 21. Februar | Emil Juracka                        | österreichischer Feldhandballspieler                                                                    | 31    |       |
| 21. Februar | Ludwig Loewenthal                   | deutscher Bankier                                                                                       | 45    |       |
| 21. Februar | Missak Manouchian                   | armenischer Lyriker, Journalist und Kämpfer der Resistance                                              | 37    |       |
| 21. Februar | Florea Mitrănescu                   | rumänischer General                                                                                     | 58    |       |
| 21. Februar | Rino Della Negra                    | italienisch-französischer Widerstandskämpfer                                                            | 20    |       |
| 21. Februar | Marcel Rayman                       | polnisch-jüdischer Kämpfer der französischen Résistance                                                 | 20    |       |
| 21. Februar | Eduard Risch                        | Opfer der NS-Kriegsjustiz                                                                               | 64    |       |
| 21. Februar | Roger Rouxel                        | französischer Widerstandskämpfer der Resistance                                                         | 18    |       |
| 21. Februar | Friedrich Traugott Schmidt          | deutscher Konteradmiral                                                                                 | 44    |       |
| 21. Februar | Konrad von Steiger                  | Schweizer Architekt und Berner Kantonsbaumeister                                                        | 81    |       |
| 21. Februar | Ferenc Szisz                        | französisch-ungarischer Rennfahrer                                                                      | 70    |       |
| 21. Februar | Willi Tietze                        | deutscher Schildermaler und Widerstandskämpfer gegen den Nationalsozialismus                            | 33    |       |
| 21. Februar | Alfons Maria Wachsmann              | deutscher römisch-katholischer Theologe und Widerstandskämpfer gegen den Nationalsozialismus            | 48    |       |
| 21. Februar | Robert Witchitz                     | französischer Widerstandskämpfer                                                                        | 19    |       |
| 22. Februar | Wilhelm Brunner                     | Oberbürgermeister von Pirna                                                                             | 45    |       |
| 22. Februar | Karel Destovnik                     | slowenischer Dichter, Übersetzer und Nationalheld                                                       | 21    |       |
| 22. Februar | Kasturba Gandhi                     | Frau von Mohandas Gandhi                                                                                | 74    |       |
| 22. Februar | Anton Gerhart                       | österreichischer Bildhauer und Plakettenkünstler                                                        | 64    |       |
| 22. Februar | Paul Gurran                         | deutscher Offizier, zuletzt Generalleutnant im Zweiten Weltkrieg                                        | 51    |       |
| 22. Februar | Helmuth Krause                      | deutscher Mittelstreckenläufer                                                                          |       |       |
| 22. Februar | Isidor Meyer                        | Schweizer Politiker (Katholisch-Konservative)                                                           | 84    |       |
| 22. Februar | Fritz Schmenkel                     | deutscher Widerstandskämpfer gegen den Nationalsozialismus                                              | 28    |       |
| 22. Februar | Edward Oscar Ulrich                 | US-amerikanischer Paläontologe                                                                          | 87    |       |
| 22. Februar | Hugo Wagner                         | deutscher Architekt                                                                                     | 70    |       |
| 23. Februar | Leo Hendrik Baekeland               | belgisch-US-amerikanischer Chemiker, Erfinder des Bakelite                                              | 80    |       |
| 23. Februar | Hassan Esfandiari                   | iranischer Politiker                                                                                    |       |       |
| 23. Februar | Hedwig Fuchs                        | deutsche Gewerkschafterin und Politikerin (Zentrum), MdR                                                | 79    |       |
| 23. Februar | Georg Richard Kruse                 | deutscher Musikforscher und Autor                                                                       | 88    |       |
| 23. Februar | Konstantin Rösch                    | deutscher Theologe und Bibelübersetzer                                                                  | 75    |       |
| 23. Februar | Franziskus Wolf                     | deutscher Geistlicher, römisch-katholischer Bischof, Apostolischer Vikar                                | 68    |       |
| 23. Februar | Richard Woltereck                   | deutscher Zoologe                                                                                       | 66    |       |
| 24. Februar | Ernst Bernardien                    | deutscher Bildhauer                                                                                     | 79    |       |
| 24. Februar | Ehrentrudis Dietzen                 | deutsche Steyler Missionsschwester, Regionaloberin und Märtyrin                                         | 59    |       |
| 24. Februar | Carl Eduard Hellmayr                | österreichischer Ornithologe                                                                            | 66    |       |
| 24. Februar | George William Johnson              | US-amerikanischer Politiker                                                                             | 74    |       |
| 25. Februar | Max Bär                             | österreichischer Widerstandskämpfer                                                                     | 40    |       |
| 25. Februar | Ernst Bruno Bourwieg                | deutscher Politiker                                                                                     | 78    |       |
| 25. Februar | Hans Eder                           | Superintendent                                                                                          | 53    |       |
| 25. Februar | Friedrich Hedrich                   | österreichischer Elektromonteur, Radiotechniker und Widerstandskämpfer gegen den Nationalsozialismus    | 29    |       |
| 25. Februar | Bruno Jursitzky                     | österreichischer Spinnereiarbeiter und Widerstandskämpfer gegen den Nationalsozialismus                 | 45    |       |
| 25. Februar | Julien Lehouck                      | belgischer Leichtathlet, Unternehmer und Widerstandskämpfer                                             | 47    |       |
| 25. Februar | Charles L. McNary                   | US-amerikanischer Politiker                                                                             | 69    |       |
| 26. Februar | Gustav von Bodelschwingh            | deutscher Missionar und Pfarrer                                                                         | 71    |       |
| 26. Februar | Charles de Lambert                  | russisch-stämmiger Flugpionier                                                                          | 78    |       |
| 26. Februar | Berthold Jacob                      | deutscher Journalist und Pazifist                                                                       | 45    |       |
| 26. Februar | Christoph König                     | deutscher Schulpolitiker und Landtagsabgeordneter (SPD)                                                 | 61    |       |
| 26. Februar | Friedrich Kuhlemeier                | deutscher Oberlehrer und Mitglied des Landtags Lippe                                                    | 71    |       |
| 26. Februar | Peter Struve                        | russischer Politiker, Ökonom und Philosoph                                                              | 74    |       |
| 27. Februar | Gustav Amweg                        | Schweizer Autor und Lehrer                                                                              | 69    |       |
| 27. Februar | Hanns Barth                         | österreichischer Autor, Redakteur und DuOeAV-Funktionär                                                 | 71    |       |
| 27. Februar | Theodore Feucht                     | deutscher Maler                                                                                         | 76    |       |
| 27. Februar | Theodoriana Hallerbach              | deutsche Steyler Missionsschwester und Märtyrin                                                         | 45    |       |
| 27. Februar | Ewald Weber                         | deutscher Veterinärmediziner                                                                            | 67    |       |
| 28. Februar | Alfred Beamish                      | englischer Tennisspieler                                                                                | 64    |       |
| 28. Februar | Otto Heinrich Flottmann             | deutscher Unternehmer und Inhaber der Flottmann-Werke                                                   | 68    |       |
| 28. Februar | Emil Schaus                         | deutscher Archivar und Historiker                                                                       | 74    |       |
| 29. Februar | Frederick William Bussell           | englischer Theologe und Historiker                                                                      | 81    |       |
| 29. Februar | Bobby Connolly                      | US-amerikanischer Choreograf und Filmregisseur                                                          | 46    |       |
| 29. Februar | Félix Fénéon                        | französischer Anarchist, Journalist und Kunstkritiker                                                   | 82    |       |
| 29. Februar | Hans-Leo Fischer                    | deutscher Theaterschauspieler                                                                           | 47    |       |
| 29. Februar | Johann Frantz                       | deutscher Bibliothekar                                                                                  | 84    |       |
| 29. Februar | Heinrich Froitzheim                 | deutscher Landschaftsmaler                                                                              | 69    |       |
| 29. Februar | Traugott Müller                     | deutscher Bühnenbildner, Theater- und Filmregisseur                                                     | 48    |       |
| 29. Februar | Paul Siedentopf                     | deutscher Autor und Verleger und Direktor des Stadtvermessungsamtes in Hannover                         | 73    |       |
| 29. Februar | Pehr Evind Svinhufvud               | finnischer Politiker, Mitglied des Reichstags und Präsident (1931–1937)                                 | 82    |       |
|             | Philippe Crozier                    | französischer Diplomat                                                                                  | 87    |       |
|             | Richard Eilmann                     | deutscher Klassischer Archäologe                                                                        | 50    |       |
|             | Josef Frühwirth                     | österreichischer Fußballspieler                                                                         | 36    |       |

## März
| Tag      | Name                                      | Beruf, bekannt als                                                                                    | Alter | Beleg |
| -------- | ----------------------------------------- | --- | ----- | ----- |
| 1. März  | Thomas Edward Campbell                    | US-amerikanischer Politiker                                                                           | 66    |       |
| 1. März  | Thomas H. Cullen                          | US-amerikanischer Politiker                                                                           | 75    |       |
| 1. März  | Victor Danckwerts                         | britischer Admiral                                                                                    | 45    |       |
| 1. März  | Arthur Mugnier                            | katholischer Geistlicher, Prediger und Tagebuchschreiber                                              | 90    |       |
| 1. März  | Siegfried Oberndorfer                     | deutscher Pathologe und Anatom und Hochschullehrer                                                    | 67    |       |
| 1. März  | Walter Elmer Schofield                    | US-amerikanischer Landschafts- und Marinemaler                                                        | 77    |       |
| 1. März  | Ukon Tokutarō                             | japanischer Fußballspieler                                                                            | 30    |       |
| 1. März  | Siegfried Translateur                     | deutscher Komponist, Kapellmeister und Musikverleger                                                  | 68    |       |
| 2. März  | Friedrich-Wilhelm Deutsch                 | deutscher Offizier, zuletzt Generalleutnant im Zweiten Weltkrieg                                      | 52    |       |
| 2. März  | Waldemar Geest                            | deutscher Flugzeugkonstrukteur                                                                        | 64    |       |
| 2. März  | Wells Goodykoontz                         | US-amerikanischer Politiker                                                                           | 71    |       |
| 2. März  | Henry Holt                                | US-amerikanischer Politiker                                                                           | 56    |       |
| 2. März  | Lucius Littauer                           | US-amerikanischer Politiker                                                                           | 85    |       |
| 2. März  | Egon Mayer                                | deutscher Oberstleutnant und Jagdflieger im Zweiten Weltkrieg                                         | 26    |       |
| 3. März  | Benno Arnold                              | deutscher Textil-Unternehmer in Augsburg                                                              | 67    |       |
| 3. März  | Michele Bonaglia                          | italienischer Boxer                                                                                   | 38    |       |
| 3. März  | Georges Denola                            | französischer Komponist, Varietékünstler, Regisseur und Schauspieler                                  | 78    |       |
| 3. März  | Heinrich von Eckardt                      | deutsch-baltischer Dragoman und Diplomat                                                              | 82    |       |
| 3. März  | Anton Geiß                                | deutscher Politiker (SPD), badischer Staatspräsident                                                  | 85    |       |
| 3. März  | Karl August Gerhardi                      | deutscher Schriftsteller und Arzt                                                                     | 79    |       |
| 3. März  | Hans Hermann Glunz                        | deutscher Anglist und Hochschullehrer                                                                 | 36    |       |
| 3. März  | Arthur Hofmann                            | deutscher Politiker (SPD), MdR                                                                        | 80    |       |
| 3. März  | Paul-Émile Janson                         | belgischer Politiker und Premierminister                                                              | 71    |       |
| 3. März  | Paul Redlich                              | deutscher Politiker (KPD), MdR                                                                        | 51    |       |
| 3. März  | Josef Weißhaupt                           | deutscher Landwirt und Politiker (Zentrum), Staatsrat, MdL                                            | 80    |       |
| 4. März  | Albert Brödel                             | Lehrer, Heimatdichter und Chronist im Thüringer Wald                                                  | 46    |       |
| 4. März  | Louis Buchalter                           | US-amerikanischer Mobster, Unternehmer und Multi-Millionär                                            | 47    |       |
| 4. März  | Louis Capone                              | US-amerikanischer Gangster in New York City                                                           |       |       |
| 4. März  | Gilbert Helmer                            | Prämonstratenser, Abt des Stifts Tepl                                                                 | 80    |       |
| 4. März  | Samuel Hodgetts                           | britischer Turner                                                                                     | 66    |       |
| 4. März  | Wilhelm von Kesslitz                      | österreichischer Konteradmiral, Geophysiker und Hydrologe                                             | 81    |       |
| 4. März  | Louis Laloy                               | französischer Musikwissenschaftler, Schriftsteller und Sinologe                                       | 70    |       |
| 4. März  | Emanuel Weiss                             | US-amerikanischer Gangster in New York City                                                           | 37    |       |
| 5. März  | Edward Cooke Armstrong                    | US-amerikanischer Romanist und Mediävist                                                              | 72    |       |
| 5. März  | Hans Großmann-Doerth                      | deutscher Jurist und bedeutender Vertreter des Ordoliberalismus                                       | 49    |       |
| 5. März  | Rudolf Harbig                             | deutscher Leichtathlet                                                                                | 30    |       |
| 5. März  | Max Jacob                                 | französischer Dichter, Maler und Schriftsteller                                                       | 67    |       |
| 5. März  | Alun Lewis                                | walisischer Schriftsteller                                                                            | 28    |       |
| 5. März  | Willi Lindner                             | deutscher Fußballspieler                                                                              | 33    |       |
| 5. März  | Emil Veesenmeyer                          | deutscher Pfarrer an der Bergkirche in Wiesbaden und später Dekan                                     | 86    |       |
| 5. März  | Hermann Wätjen                            | deutscher Historiker und Hochschullehrer                                                              | 68    |       |
| 5. März  | Eduard Zirm                               | österreichischer Augenarzt                                                                            | 80    |       |
| 6. März  | Ernst Julius Cohen                        | niederländischer Chemiker                                                                             | 74    |       |
| 6. März  | Eduard Duckesz                            | Rabbiner in Hamburg-Altona                                                                            | 75    |       |
| 6. März  | Claudius Gosau                            | deutscher Widerstandskämpfer gegen den Nationalsozialismus                                            | 51    |       |
| 6. März  | Gerhard Haenzel                           | deutscher Mathematiker                                                                                | 46    |       |
| 6. März  | Julius Hesse                              | deutscher Kaufmann und Fußballfunktionär                                                              | 68    |       |
| 6. März  | Alexander Petrowitsch Kotelnikow          | russischer Mathematiker                                                                               | 78    |       |
| 6. März  | Alfred Kowalke                            | deutscher Widerstandskämpfer                                                                          | 36    |       |
| 6. März  | Josef Lappe                               | deutscher Pädagoge, Heimatforscher und Kommunalpolitiker                                              | 65    |       |
| 6. März  | Gerhard Lüdtke                            | deutscher Philologe und Verlagsdirektor                                                               | 68    |       |
| 6. März  | Gustav Friedrich Nagel                    | deutscher evangelischer Theologe                                                                      | 75    |       |
| 6. März  | Simon Okker                               | niederländischer Fechter                                                                              | 62    |       |
| 6. März  | Klaus Detlef Sierck                       | deutscher Kinderdarsteller                                                                            | 18    |       |
| 7. März  | Hermann Baumeister                        | deutscher Architektur- und Landschaftsmaler                                                           | 76    |       |
| 7. März  | Ludwig Haase                              | österreichischer Maler und Grafiker                                                                   | 75    |       |
| 7. März  | Heinrich Heß                              | österreichischer Alpinist und Führerautor                                                             | 86    |       |
| 7. März  | Walter Langhoff                           | deutscher Industrieller und Führer des Allgemeinen Deutschen Waffenrings                              | 60    |       |
| 7. März  | Richard Maunsell                          | britischer Eisenbahningenieur                                                                         | 75    |       |
| 7. März  | Owen McAleer                              | US-amerikanischer Politiker                                                                           | 86    |       |
| 7. März  | Julia Menz                                | deutsche Pianistin, Cembalistin und Reiseschriftstellerin                                             | 43    |       |
| 7. März  | Richard Bolton Tinsley                    | britischer Geschäftsmann und Nachrichtendienstler                                                     | 68    |       |
| 8. März  | Edmée Chandon                             | französische Astronomin                                                                               | 58    |       |
| 8. März  | Oskar Hekš                                | tschechoslowakischer Marathonläufer                                                                   | 35    |       |
| 8. März  | Harry Henningsen                          | deutscher Politiker (NSDAP), MdHB, MdR                                                                | 48    |       |
| 8. März  | Fredy Hirsch                              | deutscher Häftling jüdischen Glaubens im Konzentrationslager Auschwitz-Birkenau                       | 28    |       |
| 8. März  | Mathilde Kralik                           | österreichische Komponistin                                                                           | 86    |       |
| 8. März  | Ernst Mally                               | österreichischer Philosoph                                                                            | 64    |       |
| 8. März  | Hans von Müller                           | deutscher Germanist und Privatgelehrter                                                               | 68    |       |
| 8. März  | Kurt Poensgen                             | deutscher Privatbankier und mehrfaches Aufsichtsratsmitglied                                          | 58    |       |
| 8. März  | Alfred W. Pollard                         | englischer Buchwissenschaftler und Shakespearegelehrter                                               | 84    |       |
| 8. März  | Albrecht Stanek                           | österreichischer Student und Gegner des Nationalsozialismus                                           | 23    |       |
| 8. März  | Rudolf Wels                               | tschechischer Architekt                                                                               | 61    |       |
| 9. März  | Ludwig Bang                               | deutscher Historien- und Genremaler                                                                   | 87    |       |
| 9. März  | Otto von Below                            | preußischer General der Infanterie im Ersten Weltkrieg                                                | 87    |       |
| 9. März  | Wilhelm Blohm                             | deutscher Lehrer und Abgeordneter des Oldenburger Landtags                                            | 82    |       |
| 9. März  | Arthur Roy Brown                          | kanadischer Jagdflieger                                                                               | 50    |       |
| 9. März  | Victor Josef Karl Engelhardt              | österreichisch-deutscher Chemiker (technische Elektrochemie)                                          | 77    |       |
| 9. März  | Koloman Haslinger                         | österreichischer Urologe und Nationalsozialist                                                        | 54    |       |
| 9. März  | Johann Hatlak                             | österreichischer Metallgießer und Widerstandskämpfer gegen den Nationalsozialismus                    | 39    |       |
| 9. März  | Jaan Kikas                                | estnischer Gewichtheber                                                                               | 51    |       |
| 9. März  | Nikolai Iwanowitsch Kusnezow              | sowjetischer Kundschafter, Partisan, Geheimagent                                                      | 32    |       |
| 9. März  | Richard Riedl                             | österreichischer Wirtschaftspolitiker und Diplomat                                                    | 78    |       |
| 9. März  | Karel Škorpil                             | tschechisch-bulgarischer Archäologe                                                                   | 84    |       |
| 9. März  | Fritz Werner                              | deutscher Tubist, Militär- und Kammermusiker                                                          | 67    |       |
| 10. März | Irvin S. Cobb                             | US-amerikanischer Schriftsteller und Filmschauspieler                                                 | 67    |       |
| 10. März | Ludwig Ebhart                             | österreichischer Maschinenfahrer und Widerstandskämpfer gegen den Nationalsozialismus                 | 46    |       |
| 10. März | Christian Kayßler                         | deutscher Schauspieler                                                                                | 45    |       |
| 10. März | Konrad Keilhack                           | deutscher Geologe und Hochschullehrer                                                                 | 85    |       |
| 10. März | Etienne Perincioli                        | Schweizer Bildhauer                                                                                   | 62    |       |
| 10. März | Ferdinand Rieser                          | deutscher Philologe und Bibliothekar                                                                  | 69    |       |
| 10. März | Ludwig Schmidt                            | deutscher Historiker und Bibliothekar                                                                 | 81    |       |
| 11. März | Louis Bamberger                           | US-amerikanischer Geschäftsmann und Philanthrop                                                       | 88    |       |
| 11. März | Georg Claussen                            | deutscher Schiffsbauer                                                                                | 66    |       |
| 11. März | Max Frey                                  | deutscher Landschafts- und Figurenmaler, Grafiker und Illustrator                                     | 69    |       |
| 11. März | Paul Gervais                              | französischer Maler, Plakatkünstler und Freskant                                                      | 84    |       |
| 11. März | Hendrik Willem van Loon                   | niederländisch-amerikanischer Autor, Historiker, Journalist und Buchillustrator                       | 62    |       |
| 11. März | Cornelia Marmorek                         | österreichische Grafikerin und Malerin                                                                | 66    |       |
| 11. März | Ernst Nassauer                            | deutscher Politiker (NSDAP), MdR                                                                      | 42    |       |
| 11. März | Jefim Grigorjewitsch Puschkin             | sowjetisch-russischer Generalleutnant und Held der Sowjetunion                                        | 45    |       |
| 11. März | Vladas Stašinskas                         | litauischer Politiker und Rechtsanwalt                                                                | 69    |       |
| 11. März | Edgar Zilsel                              | österreichischer Philosoph                                                                            | 52    |       |
| 12. März | Lewis L. Boyer                            | US-amerikanischer Politiker                                                                           | 57    |       |
| 12. März | Ettore Castiglioni                        | italienischer Kletterer                                                                               | 35    |       |
| 12. März | Wenzeslaus von Gleispach                  | österreichisch-deutscher Jurist und Universitätslehrer                                                | 67    |       |
| 12. März | Herbert Gutjahr                           | deutscher Jurist, nationalsozialistischer Studentenführer                                             | 32    |       |
| 12. März | Egmont zur Lippe-Weißenfeld               | deutscher Berufsoffizier                                                                              | 25    |       |
| 12. März | August Liebmann Mayer                     | deutscher Kunsthistoriker                                                                             | 58    |       |
| 12. März | Romolo Murri                              | italienischer Theologe, Politiker, Mitglied der Camera dei deputati und Publizist                     | 73    |       |
| 13. März | Franz Anderle                             | österreichischer Straßenbahnwächter und Widerstandskämpfer gegen den Nationalsozialismus              | 45    |       |
| 13. März | Greta Bauer-Schwind                       | deutschsprachige Lyrikerin                                                                            | 39    |       |
| 13. März | Karl Burian                               | österreichischer Offizier und Monarchist; Widerstandskämpfer gegen den Nationalsozialismus            | 47    |       |
| 13. März | Friedrich von Chlingensperg               | deutscher Verwaltungsjurist                                                                           | 84    |       |
| 13. März | Jean-Marie Derscheid                      | belgischer Zoologe und Vogelzüchter                                                                   | 42    |       |
| 13. März | Philipp Franck                            | deutscher Maler, Grafiker und Zeichenlehrer                                                           | 83    |       |
| 13. März | Eduard Göth                               | österreichischer Lehrer und Widerstandskämpfer gegen den Nationalsozialismus                          | 46    |       |
| 13. März | Franz Hauer                               | österreichischer Schuhmachergehilfe und Widerstandskämpfer gegen das NS-Regime                        | 39    |       |
| 13. März | Franz Heindl                              | österreichischer Hilfsarbeiter und Widerstandskämpfer gegen den Nationalsozialismus                   | 37    |       |
| 13. März | Michael Heindl                            | österreichischer Eisenbahner und Widerstandskämpfer gegen den Nationalsozialismus                     | 42    |       |
| 13. März | Rudolf Kinder                             | deutsch-litauischer Politiker                                                                         | 63    |       |
| 13. März | Therese Klostermann                       | österreichische Arbeiterin und Widerstandskämpferin gegen den Nationalsozialismus                     | 30    |       |
| 13. März | Karl Mann                                 | österreichischer Tapezierer und Widerstandskämpfer gegen den Nationalsozialismus                      | 20    |       |
| 13. März | Herbert Pechan                            | deutscher Fußballspieler                                                                              | 25    |       |
| 13. März | Richard Schmidt                           | deutscher Politik- und Rechtswissenschaftler                                                          | 82    |       |
| 14. März | Alfred Bogen                              | deutscher Lehrer, Schulrat, Naturschützer und Museumsleiter                                           | 58    |       |
| 14. März | William Campbell of Breadalbane           | preußischer Generalmajor                                                                              | 80    |       |
| 14. März | Lew Michailowitsch Chintschuk             | sowjetischer Diplomat                                                                                 | 75    |       |
| 14. März | Alois Dengg                               | österreichischer Politiker (GdP), Abgeordneter zum Nationalrat                                        | 80    |       |
| 14. März | Wilhelm Richter                           | deutscher Dermatologe                                                                                 | 51    |       |
| 14. März | Ernst Ritter                              | württembergischer Oberamtmann                                                                         | 85    |       |
| 14. März | Pawel Grigorjewitsch Tschesnokow          | russischer Komponist und Chorleiter                                                                   | 66    |       |
| 15. März | Christian Albers                          | Bremer Jurist und Politiker                                                                           | 74    |       |
| 15. März | Wilhelm Erbt                              | Antisemit, Theologe, Pfarrer und Schulleiter                                                          | 68    |       |
| 15. März | Ansberta Hoffmann                         | deutsche Steyler Missionsschwester und Märtyrin                                                       | 40    |       |
| 15. März | Karl Mühlberger                           | österreichischer Dirigent und Komponist                                                               | 86    |       |
| 15. März | Aloysius Nieder                           | deutsche Steyler Missionsschwester und Märtyrin                                                       | 40    |       |
| 15. März | Marija Wassiljewna Oktjabrskaja           | sowjetische Panzerfahrerin                                                                            | 38    |       |
| 15. März | John Bertram Peterson                     | US-amerikanischer Geistlicher, römisch-katholischer Bischof von Manchester                            | 72    |       |
| 15. März | Hinrich Schuldt                           | deutscher SS-Führer im Zweiten Weltkrieg                                                              | 42    |       |
| 15. März | Chlodwig Ullersperger                     | deutscher Verwaltungsbeamter                                                                          | 67    |       |
| 15. März | Adelheida Unterseher                      | deutsche Steyler Missionsschwester und Märtyrin                                                       | 45    |       |
| 16. März | Walter von Christen                       | preußischer Verwaltungsbeamter                                                                        | 70    |       |
| 16. März | August Oxé                                | deutscher provinzialrömischer Archäologe und Gymnasiallehrer                                          | 80    |       |
| 16. März | James A. O’Leary                          | US-amerikanischer Politiker                                                                           | 54    |       |
| 16. März | Friedrich Pels Leusden                    | deutscher Chirurg, Hochschullehrer und Kommunalpolitiker                                              | 77    |       |
| 16. März | David Prain                               | schottischer Botaniker                                                                                | 86    |       |
| 16. März | Albert Rogaczewski                        | deutscher römisch-katholischer Geistlicher und Märtyrer                                               | 55    |       |
| 16. März | Fritz Walz                                | Schweizer Verleger sowie Redaktor                                                                     | 85    |       |
| 16. März | Léon Zéliqzon                             | französischer Romanist und Dialektologe                                                               | 85    |       |
| 17. März | Georg Bernd                               | deutscher römisch-katholischer Geistlicher, Steyler Missionar und Märtyrer                            | 37    |       |
| 17. März | Mario Bravo                               | argentinischer Schriftsteller                                                                         | 61    |       |
| 17. März | Anna Ebermann                             | deutsche Widerstandskämpferin                                                                         | 53    |       |
| 17. März | Hexe Köbes                                | deutscher Altmaterialhändler und Original von Bergisch Gladbach                                       | 79    |       |
| 18. März | Hermann Bäcker                            | deutscher Philosoph                                                                                   | 43    |       |
| 18. März | Epiphania Pritzl                          | römisch-katholische Ordensoberin und Opfer des Nationalsozialismus                                    | 62    |       |
| 18. März | William Richard Griffin                   | US-amerikanischer Geistlicher, Weihbischof in La Crosse                                               | 60    |       |
| 18. März | William Hale Thompson                     | US-amerikanischer Politiker (Republikaner)                                                            | 74    |       |
| 18. März | Heinrich Otto Widmann                     | württembergischer Oberamtmann und später Regierungspräsident des Neckarkreises (1920–1924)            | 91    |       |
| 19. März | Wilhelm Brandes                           | deutscher Gewerkschafter und Politiker (SPD), MdL                                                     | 70    |       |
| 19. März | Henry Francis Bryan                       | US-amerikanischer Marineoffizier                                                                      | 78    |       |
| 19. März | Noël de Castelnau                         | französischer General im Ersten Weltkrieg                                                             | 92    |       |
| 19. März | Ernst Edens                               | deutscher Internist und Kardiologe                                                                    | 67    |       |
| 19. März | Stephan Falser                            | österreichischer Jurist und Politiker (CSP), Mitglied des Bundesrates                                 | 88    |       |
| 19. März | Bruno Glatschke                           | deutscher Mediziner                                                                                   | 74    |       |
| 19. März | Edwin Adolar Klein                        | deutscher Politiker und Landrat des Kreises Wiedenbrück                                               | 69    |       |
| 19. März | Mary Paley Marshall                       | britische Ökonomin und Hochschullehrerin                                                              | 93    |       |
| 19. März | Josef Schwaiger                           | österreichischer Hauptwachtmeister der Feuerwehr und Widerstandskämpfer gegen den Nationalsozialismus | 38    |       |
| 20. März | Georg Lang                                | deutscher Finanzbeamter, Dichter und Zeichner                                                         | 59    |       |
| 20. März | Ilja Iwanowitsch Maschkow                 | russischer Maler                                                                                      | 62    |       |
| 20. März | Pierre Pucheu                             | französischer Innenminister                                                                           | 44    |       |
| 20. März | Otto Weiß                                 | deutscher Verwaltungsjurist und Gegner des NS-Regimes                                                 | 41    |       |
| 20. März | Felix Woyrsch                             | deutscher Komponist                                                                                   | 83    |       |
| 21. März | Pierre de Caters                          | belgischer Auto- und Motorbootrennfahrer, Flugpionier und Unternehmer                                 | 68    |       |
| 21. März | Hugo Lentz                                | deutscher Maschinenbauer                                                                              | 84    |       |
| 21. März | Walter Seidel                             | deutscher Bankmanager                                                                                 | 67    |       |
| 22. März | Eva Behmer                                | deutsche Schauspielerin bei Bühne und Film                                                            | 35    |       |
| 22. März | Pierre Brossolette                        | französisches Mitglied der Résistance, NS-Opfer                                                       | 40    |       |
| 22. März | Hedwig Jahnow                             | deutsche Alttestamentlerin, erste Frau im Magistrat der Stadt Marburg, Opfer des Nationalsozialismus  | 65    |       |
| 22. März | Artur Knick                               | deutscher Mediziner                                                                                   | 60    |       |
| 22. März | Carl Koller                               | österreichisch-amerikanischer Augenarzt                                                               | 86    |       |
| 22. März | Gerhart Panning                           | deutscher Gerichtsmediziner und Hochschullehrer                                                       | 43    |       |
| 22. März | Albano Sorbelli                           | italienischer Historiker, Bibliograph und Bibliothekar                                                | 68    |       |
| 23. März | Wilhelm Bender                            | deutscher Kirchenmusiker, Glockenspieler und Komponist                                                | 33    |       |
| 23. März | Walter Hahnemann                          | deutscher Hochfrequenztechniker und Manager                                                           | 64    |       |
| 23. März | Franz Linke                               | deutscher Meteorologe                                                                                 | 66    |       |
| 23. März | Erich Sander                              | deutscher Gefängnisfotograf                                                                           | 40    |       |
| 23. März | Jared Y. Sanders                          | US-amerikanischer Politiker                                                                           | 75    |       |
| 23. März | Heinrich Sonnrein                         | deutscher Fußballtorwart                                                                              | 32    |       |
| 23. März | Ludwig Vanino                             | deutscher Chemiker                                                                                    | 82    |       |
| 23. März | Wolf-Dietrich Wilcke                      | deutscher Major und Jagdflieger                                                                       | 31    |       |
| 24. März | Pilo Albertelli                           | italienischer Lehrer, Philosophiehistoriker und Partisan                                              | 36    |       |
| 24. März | Busso Bartels                             | deutscher Verwaltungsjurist und Gutsbesitzer                                                          | 63    |       |
| 24. März | Emanuele Caracciolo                       | italienischer Filmschaffender                                                                         | 31    |       |
| 24. März | Richard Jepsen Dethlefsen                 | deutscher Architekt, preußischer Baubeamter und Denkmalpfleger                                        | 79    |       |
| 24. März | Aldo Finzi                                | italienischer Militär, Politiker, Sportfunktionär und Motorradrennfahrer                              | 52    |       |
| 24. März | Giuseppe Cordero Lanza di Montezemolo     | italienischer Pionieroffizier und Widerstandskämpfer                                                  | 42    |       |
| 24. März | Friedrich von Oesterley                   | deutscher Dressurreiter                                                                               | 72    |       |
| 24. März | Johann Smitka                             | österreichischer Politiker (SDAP), Landtagsabgeordneter, Abgeordneter zum Nationalrat                 | 81    |       |
| 24. März | Józef Ulma                                | polnisches NS-Opfer, Gerechter unter den Völkern                                                      | 44    |       |
| 24. März | Wiktoria Ulma                             | polnisches NS-Opfer, Gerechte unter den Völkern                                                       | 31    |       |
| 24. März | Simon de Vries                            | niederländischer Rabbiner und Hebraist                                                                | 73    |       |
| 24. März | Orde Wingate                              | britischer Generalmajor                                                                               | 41    |       |
| 25. März | Karl Blumenthal                           | Königlich Württembergischer Hoffotograf                                                               | 77    |       |
| 25. März | Adalbert von Falk                         | preußischer Offizier, zuletzt General der Infanterie                                                  | 87    |       |
| 25. März | Alfred Gudelius                           | deutscher Heeresoffizier                                                                              | 37    |       |
| 25. März | Ignaz Kaup                                | österreichischer Sozialhygieniker, Konstitutionsforscher und Hochschullehrer                          | 74    |       |
| 25. März | Omeljan Kowtsch                           | ukrainischer griechisch-katholischer Priester, Märtyrer, Seliger                                      | 59    |       |
| 25. März | Alexander Evgenievic Karl Leo von Lagorio | Mineraloge                                                                                            | 91    |       |
| 25. März | Kurt Laves                                | deutsch-US-amerikanischer Astronom                                                                    |       |       |
| 25. März | Fritz Mangold                             | Schweizer Wirtschaftshistoriker und Politiker                                                         | 73    |       |
| 26. März | Karl Gräfe                                | deutscher Pädagoge, Dichter und Komponist                                                             | 66    |       |
| 26. März | Alice Gurschner                           | österreichische Schriftstellerin                                                                      | 74    |       |
| 27. März | Mieczysław Centnerszwer                   | polnischer Hochschulprofessor, Chemiker                                                               | 69    |       |
| 27. März | Gina Lombroso                             | italienische Schriftstellerin                                                                         | 71    |       |
| 27. März | Konstantin Fjodorowitsch Olschanski       | sowjetischer Marineinfanterist                                                                        | 28    |       |
| 27. März | Heinrich Schecker                         | deutscher Pädagoge und Kulturhistoriker                                                               | 53    |       |
| 27. März | Cecil Harcourt Smith                      | englischer Klassischer Archäologe und Direktor des Victoria and Albert Museums in London              | 84    |       |
| 28. März | Libertus Busemann                         | deutscher Pädagoge, Autor naturkundlicher Bücher und Aufsätze                                         | 93    |       |
| 28. März | Rudolf Klug                               | deutscher kommunistischer Widerstandskämpfer                                                          | 38    |       |
| 28. März | Stephen Leacock                           | kanadischer Politikwissenschaftler, Ökonom, Schriftsteller und Humorist                               | 74    |       |
| 28. März | Josef Moser                               | österreichischer Priester und Entomologe                                                              | 83    |       |
| 28. März | Fanny Opfer                               | deutsche Sängerin (Sopran) und Gesangslehrerin                                                        | 73    |       |
| 28. März | Franz Parrer                              | österreichischer Politiker (CSP), Abgeordneter zum Nationalrat                                        | 69    |       |
| 28. März | Jean-Marie Plum                           | belgischer Komponist und Organist                                                                     | 44    |       |
| 29. März | John H. Arnold                            | US-amerikanischer Politiker                                                                           | 81    |       |
| 29. März | Johannes Bollmann                         | deutscher Jurist und Bremer Finanzpräsident                                                           | 70    |       |
| 29. März | Roger Bushell                             | britischer Luftwaffenoffizier                                                                         | 33    |       |
| 29. März | Romualdas Marcinkus                       | litauischer Jagdflieger, Fußballspieler und -trainer                                                  | 36    |       |
| 29. März | Elio Morpurgo                             | italienischer Politiker und NS-Opfer                                                                  | 85    |       |
| 29. März | Alfrēds Plade                             | lettischer Fußballspieler                                                                             | 38    |       |
| 29. März | Grace Chisholm Young                      | englische Mathematikerin                                                                              | 76    |       |
| 29. März | Franz von Zedlitz und Leipe               | deutscher Baron und Sportschütze                                                                      | 67    |       |
| 30. März | Ferdinand von Arx                         | Schweizer Bauunternehmer und Politiker                                                                | 75    |       |
| 30. März | Jan Bakker                                | niederländischer Landschafts- und Genremaler                                                          | 64    |       |
| 30. März | Alwin Boerst                              | deutscher Pilot und Ritterkreuzträger im Zweiten Weltkrieg                                            | 33    |       |
| 30. März | Charles Boys                              | englischer Physiker                                                                                   | 89    |       |
| 30. März | Carl Brugger                              | Schweizer Psychiater und Eugeniker                                                                    | 40    |       |
| 30. März | Imma Grolimund                            | Schweizer Schriftstellerin und Lehrerin                                                               | 72    |       |
| 30. März | Chancey Juday                             | US-amerikanischer Biologe und Mitbegründer der Limnologie                                             | 72    |       |
| 30. März | Konrad Petrides                           | österreichischer Maler                                                                                | 80    |       |
| 30. März | Hans Pfister                              | Schweizer Offizier, wegen Landesverrats im Zweiten Weltkrieg hingerichtet                             | 47    |       |
| 30. März | Maria Stonawski                           | Mäzenin und Schriftstellerin                                                                          | 82    |       |
| 30. März | William J. Sears                          | US-amerikanischer Politiker                                                                           | 69    |       |
| 30. März | Arthur Spanier                            | deutscher Judaist                                                                                     | 54    |       |
| 31. März | Benno Cohen                               | deutscher Rabbiner, Pädagoge und Autor                                                                | 48    |       |
| 31. März | Katharina Fellendorf                      | deutsche Widerstandskämpferin und Opfer des Nationalsozialismus                                       | 59    |       |
| 31. März | Johannes Greber                           | deutscher Geistlicher und Politiker (Zentrum), MdR                                                    | 69    |       |
| 31. März | Koga Mineichi                             | japanischer Großadmiral                                                                               | 58    |       |
| 31. März | George Patching                           | südafrikanischer Sprinter                                                                             | 57    |       |
| 31. März | Lothar Stark                              | deutscher Filmproduzent und Filmverleiher                                                             | 67    |       |
| 31. März | Georg Zoch                                | deutscher Drehbuchautor, Filmregisseur und Autor von Bühnenstücken                                    | 41    |       |
|          | Gerhard Goldbaum                          | deutscher Tontechniker                                                                                | 40    |       |
|          | Jean-Baptiste Lebas                       | französischer Politiker und Mitglied der Résistance                                                   | 65    |       |
|          | Helmut Mehringer                          | deutscher Amtsgruppenleiter im Reichssicherheitshauptamt                                              | 31    |       |